# Sawik
Sawik – język komputerowy i translator języka symbolicznego pracujący na podstawowym, najniższym, poziomie oprogramowania komputerów serii Mera 300. Jest to język symboliczny (według współczesnej nomenklatury – asembler). Kod źródłowy w tym języku programowania składa się z rozkazów zapisanych w postaci dwuliterowgo kodu mnemotechnicznego, za którym umieszcza się wyrażenie adresowe. Może ono zawierać zmienne, etykiety, liczby oraz cztery podstawowe operatory arytmetyczne. Zapis wyrażeń arytmetycznych nie jest jednak zgody z konwencją stosowaną w matematyce, gdyż wszystkie operatory mają jednakowy priorytet i są wykonywane od lewej do prawej strony, w kolejności ich wystąpienia w wyrażeniu. 
Rozszerzeniem możliwości tego języka i translatora był makrogenerator NATRENT. Podstawową funkcją tego programu była realizacja możliwości stosowania w programowaniu zestawu makroinstrukcji, oraz inne operacje takie jak współpraca z dyskami magnetycznymi, stronicowanie zbyt dużych objętościowo programów, czy operowanie na polach wielobajtowych.